# Моника Рамбо

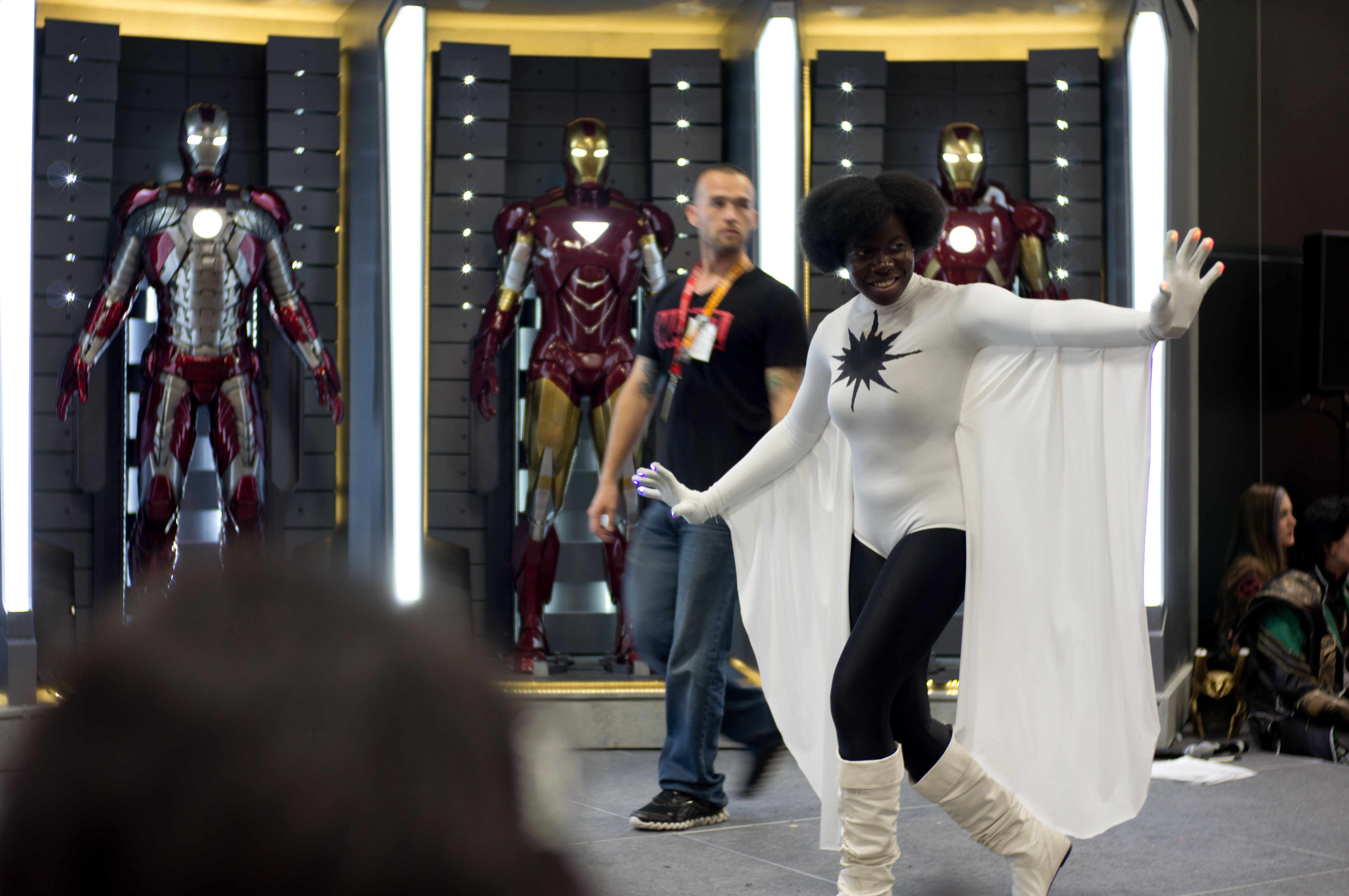
Косплей на Монику Рамбо

Моника Рамбо (англ. Monica Rambeau) — супергероиня, появляющийся в американских комиксах, издаваемых Marvel Comics. Создана писателем Роджером Стерном и художником Джоном Ромитой-младшим, дебютировала в ежегодном издании The Amazing Spider-Man Annual № 16 (октябрь 1982 года). Моника была представлена как второй Капитан Марвел (англ. Captain Marvel). Она получила сверхспособности после того, как подверглась бомбардировке внепространственной энергией, произведённой оружием энергетического разрушителя. Персонаж присоединился к Мстителям и в конечном итоге на некоторое время стала лидером команды. Она также была членом Nextwave и последней команды Ultimate. Была также известна как Фотон (англ. Photon), Пульсар (англ. Pulsar) и, начиная с 2013 года, Спектр (англ. Spectrum).

## Вне комиксов
Моника Рамбо появилась в фильме «Капитан Марвел» и сериале «Ванда/Вижн». Персонаж вернулся в фильме «Капитан Марвел 2».